# Lac-Metei
Lac-Metei est un territoire non organisé situé dans la municipalité régionale de comté de La Vallée-de-l'Or, dans la région administrative de l'Abitibi-Témiscamingue, au Québec.

## Toponymie
Le terroire porte le nom du lac Metei.

## Histoire
- 1er janvier 1986: Constitution du territoire non organisé de Lac-Metei.

## Démographie
| 2011 | 2016 | 2021 |
| ---- | ---- | ---- |
| 0    | 0    | 0    |